# 38e régiment de marche
Pour les articles homonymes, voir 38e régiment.
Pour 38e régiment de marche formé à Paris en 1870, voir 138e régiment d'infanterie (France).
Le 38e régiment d'infanterie de marche (ou 38e régiment de marche) est un régiment d'infanterie français, qui a participé à la guerre franco-allemande de 1870 et à la campagne de 1871 à l'intérieur.

## Création et différentes dénominations
- 7 octobre 1870 : formation du 38e régiment d'infanterie de marche
- 10 juillet 1871 : fusion dans le 38e régiment d'infanterie de ligne

## Chef de corps
Le régiment est commandé d'octobre 1870 à juillet 1871 par le lieutenant-colonel Baille,

## Historique
Le 38e régiment de marche est formé au Mans par décret du 7 octobre 1870, à trois bataillons. Il amalgame mi-octobre les 1re compagnies de dépôt des 1er, 2e, 4e, 7e, 8e, 9e, 11e, 14e, 16e, 17e, 20e, 22e,  23e, 69e et 70e régiments d'infanterie de ligne, la 2e compagnie de dépôt du 24e régiment d'infanterie de ligne et les 1re et 2e compagnies de dépôt des 3e et 21e de ligne. Les Ier et IIe bataillons du régiment ont sept compagnies, le IIIe six.
Au 15 octobre, il fait partie de la 2e brigade de la 2e division (Barry) du 16e corps d'armée,, (armée de la Loire). Le régiment participe notamment à la bataille de Coulmiers le 9 novembre 1870, revendiquant la prise du village par ses IIe et IIIe bataillons, affirmation confirmée par l'historien militaire Léonce Rousset. Il est ensuite engagé lors de la bataille de Loigny le 2 décembre 1870.
Le 11 janvier 1871, il est adjoint à la 3e division du 17e corps, et participe à la bataille du Mans et au combat de Saint-Jean-sur-Erve.
Mi-mars 1871, le 38e de marche est à la division Barry de la nouvelle armée de Paris. Le 16 mars, il  passe à la 2e division de l'armée de Versailles qui vient d'être créée pour réprimer la commune de Paris. Cette armée est réorganisée le 6 avril et le régiment passe à la 2e division du 2e corps de l'armée de Versailles.
Lors des combats contre les communards, le 38e de marche entre le 9 mai après-midi dans le fort d'Issy abandonné par les fédérés.
Il fusionne le 10 juillet 1871 dans le 38e régiment d'infanterie de ligne.

## Personnalité ayant servi au régiment
- Ludovic de Garnier des Garets, en 1871